# Mahonia
Mahonia  é um gênero botânico da família Berberidaceae.

## Espécies
| América Central e do Norte: - Mahonia aquifolium - Mahonia arguta - Mahonia dictyota - Mahonia eutriphylla - Mahonia fremontii - Mahonia gracilis - Mahonia haematocarpa - Mahonia nervosa - Mahonia nevinii - Mahonia pinnata - Mahonia pumila - Mahonia repens - Mahonia swaseyi - Mahonia toluacensis - Mahonia trifolia - Mahonia trifoliolata | Asia - Mahonia bealei - Mahonia bodinieri - Mahonia bracteolata - Mahonia breviracema - Mahonia conferta - Mahonia confusa - Mahonia decipiens - Mahonia duclouxiana - Mahonia eurybracteata - Mahonia fordii - Mahonia fortunei - Mahonia gracillipes - Mahonia hancockiana - Mahonia japonica - Mahonia leptodonta - Mahonia lomariifolia - Mahonia longibracteata - Mahonia mairei - Mahonia monyulensis - Mahonia napaulensis - Mahonia nitens - Mahonia oiwakensis - Mahonia setosa - Mahonia sheniii - Mahonia sheridaniana - Mahonia siamensis - Mahonia taroneasis - Mahonia veitchiorum |